# 三条市立三条小学校
三条市立三条小学校（さんじょうしりつ さんじょうしょうがっこう）は、かつて新潟県三条市にあった公立小学校である。
1872年に創立され、2017年に廃校になり144年の幕を閉じた。三条市内でもっとも古い小学校だった。

## 沿革
- 1872年11月4日 - 開校[2]。初代校長は村山早苗（号柳苑）

| 「                                                                          | 明治五年十一月、創設ノ際ハ東本願寺別院納所部屋ヲ借リ生徒ヲ集メ寺小屋風ニ教授ス。然レドモ教師ハ皆無報酬ニシテ責任ナキヲ以テ自ラ欠席多ク、従テ生徒ノ感情ヲ害シ、生徒ノ入校多カラサルヲ以テ寺小屋教師、村山・浅間ノ両氏ヲ雇ヒ之ニ選任セシム衰頽ヲ挽回スル不能ハス。己ヲ得ズ遂ニ自修舎ヲ解散ス。明治六年、日吉町ニ移シテヨリ自修舎ト称セリ。 | 」 |
| —佐藤茂（「三条教育界の先駆者たち」、『郷土記録誌ふるさと三条』第10号より） | |    |

- 1874年11月9日 - 第二中学区第十八番小学校と改称
- 1875年4月24日 - 第六大学区第二中学区第十八番小学校と改称
- 1876年12月2日 - 日吉町の新校舎に移転
- 1879年1月25日 - 南蒲原郡公立第一番小学校と改称
- 1880年1月27日 - 新潟県第四中学区第一小学区公立小学三条校と改称
- 1880年5月21日 - 糸屋万平火事で校舎を焼失
- 1881年 - 三条町字二ノ町共有地第609番甲の内に校舎を新築移転
- 1881年12月 - 新潟県第四中学区第一小学区公立三条校と改称
- 1885年5月8日 - 新潟県南蒲原郡第二小学区公立高等三条小学校と改称
- 1887年4月1日 - 南蒲原郡尋常科三条小学校、南蒲原郡高等科三条小学校と改称
- 1892年5月 - 新潟県南蒲原郡町立三条尋常小学校と改称（教育令改正による）
- 1892年6月 - 組合立三条高等小学校と改称
- 1902年11月 - 町立三条高等小学校と改称
- 1908年4月 - 町立三条尋常高等小学校と改称
- 1934年1月1日 - 三条市三条尋常高等小学校と改称（三条市市制施行による）
- 1936年4月 - 三条市三条第一尋常小学校と改称
- 1941年4月 - 三条市三条国民学校と改称
- 1947年4月 - 三条市立三条小学校と改称
- 1956年（昭和31年） - 鉄筋コンクリート校舎完成[1]
- 2017年（平成29年）3月26日 - 閉校式[3]

閉校時の校舎は取り壊され、跡地には新しい三条市立図書館、鍛冶ミュージアム、科学教育センターを備える図書館等複合施設「まちやま」が建設され、2022年7月24日に開館した。

## 記念碑

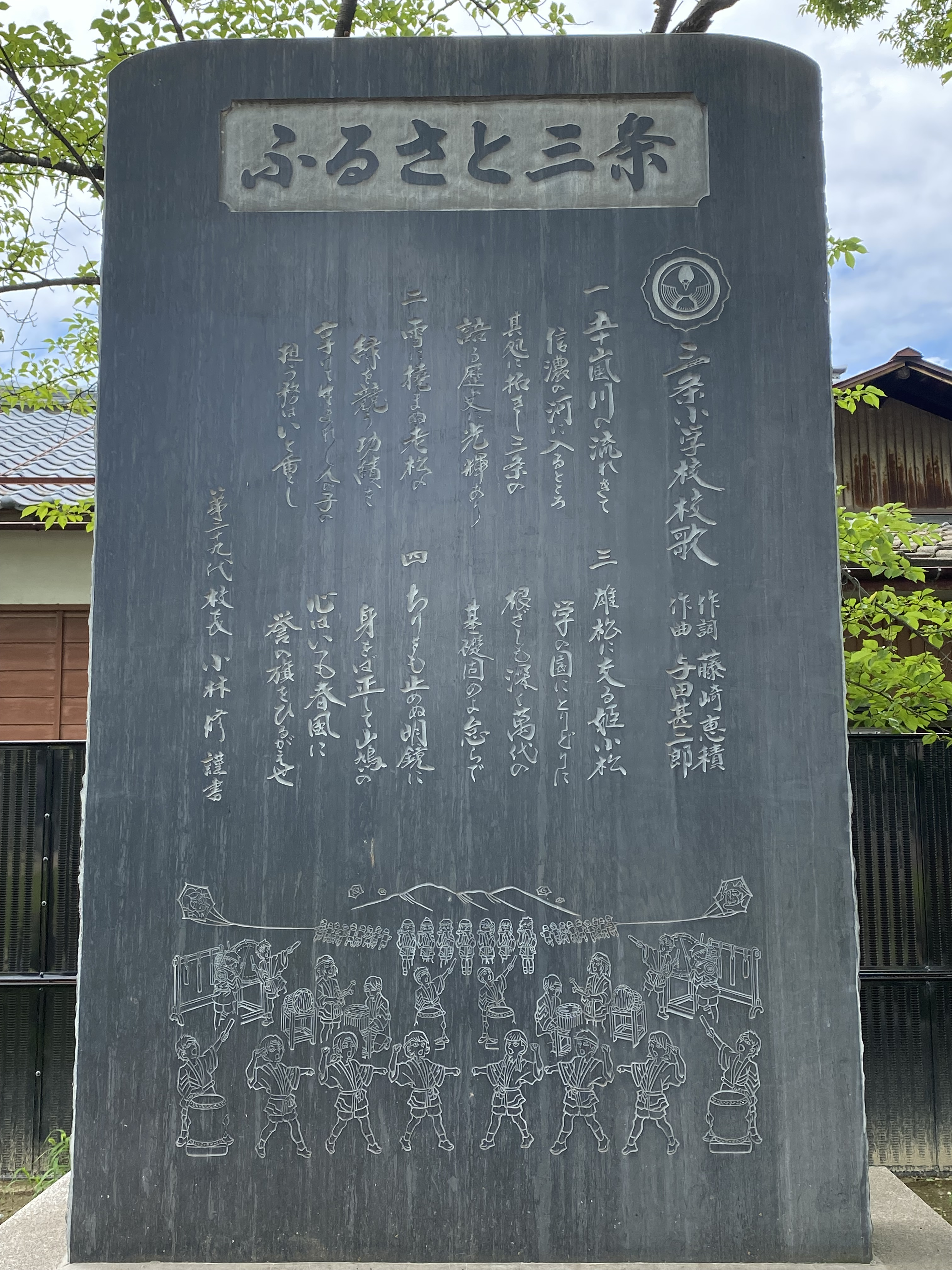
記念碑「ふるさと三条」

2020年4月13日に、旧校地内南西側に建立された記念碑の除幕式が挙行された。記念碑は井内石や仙台石と呼ばれる石で、縦1.9m、横1.2m、厚0.25mのものである。表に「ふるさと三条」の題字に校歌（揮毫は閉校時の第29代校長・小林修）と三条凧ばやしを踊る子たちのイラストを刻み、裏には沿革が刻まれた。

## 交通
- 弥彦線 北三条駅 徒歩1分